# Goești, Iași
Goești este un sat în comuna Lungani din județul Iași, Moldova, România. Intr-o schiță istorică intocmită de către  istoricul Mihai Costăchescu, fiul preotului Costăchescu din acest sat, Goeștiul apare mentionat la inceputul secolului XV, pe vremea lui Alexandru cel Bun. Intr-un zapis din 28 ianuarie 1665, Vasile Ureche, fiu a lui Gligorasco Ureche dăruiește o parte din moșia Goești armașului Ionașcu.

## Monumente istorice
- Conacul Delavrancea (secolul XIX/XX); IS-IV-m-B-04362 - Acest conac a aparținut lui Mișu Ștefănescu Delavrancea, rudă a lui Barbu Ștefănescu Delavrancea. Răscoala țărănească din 1907 îl găsește pe Barbu Ștefănescu Delavrancea la acest conac împreună cu familia și personalul de serviciu.

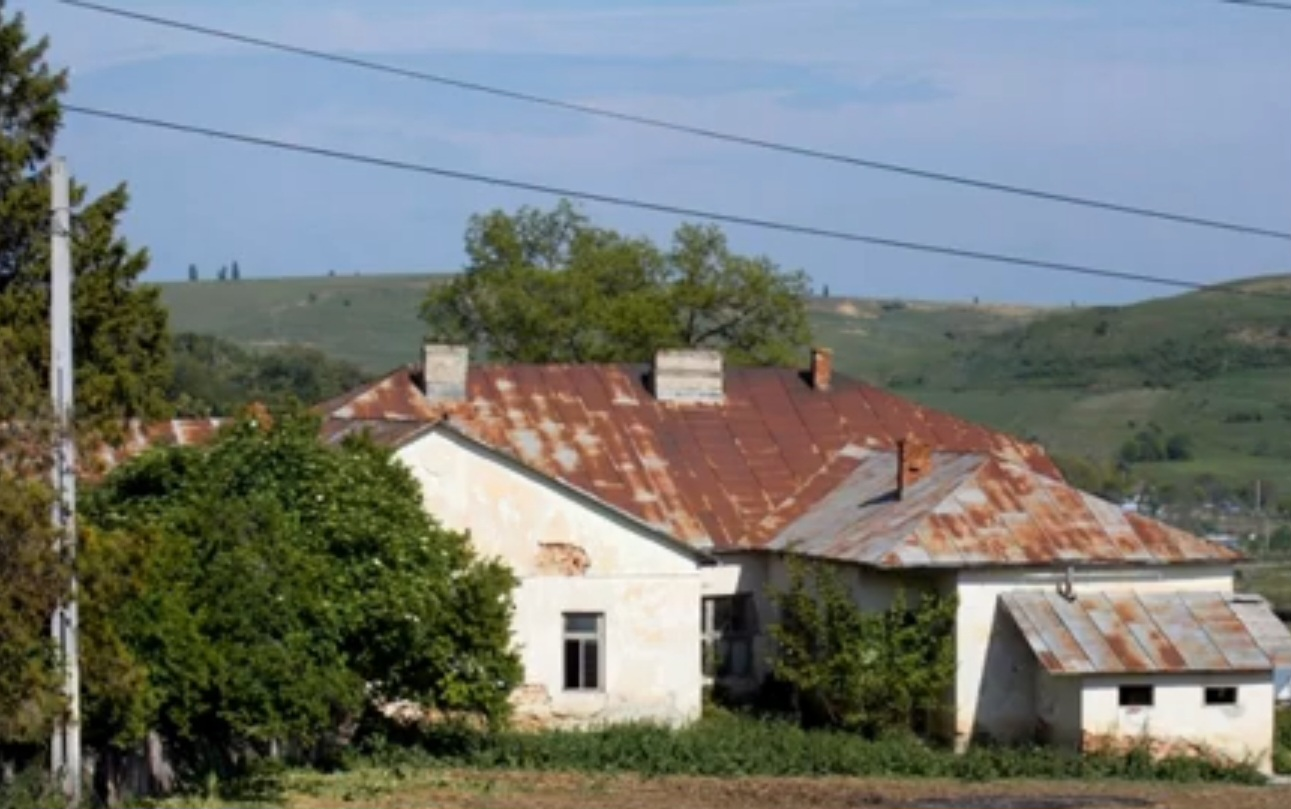
Conacul Delavrancea din satul Goești,
imagine din 2017.

- Monumentul eroilor din satul Goești (secolul XX) - Acest monument a fost ridicat in memoria soldaților care au căzut pe fronturi in Primul Război Mondial de către Societatea Culturală „Gh. I. Georgescu” formată din tineri cărturari ai acestui sat. La inaugararea acestui monument au fost prezente autoritățile județene si comunale de la acea vreme împreună cu preoți.

- Biserica „Adormirea Maicii Domnului” din Goești - A fost construită in anul 1813 de către boierul Iordache Cantacuzino-Pascanu, la stăruinta ieromonahului Pafontie sau Pafnutie (cel mai probabil un nepot al boierului). Aceasta a fost făcută din zid de piatră, iar anul construcției a fost însemnat pe frantispiciul ei.

## Personalități ce și-au pus amprenta asupra satului
- Academicianul Theodor D. Speranția, fiu al preotului Speranția ce slujea in Lungani, a urmat Școala Primară din Goești, alături de copii sătenilor, coleg de clasă cu un cunoscut învățător al satului, Gh. Georgescu, după cum chiar el notează in amintirile sale ,,Început de viată”, editura Cartea Românească, București.

- Preotul Ioan Georgescu, trăgându-se din familia fostului mitropolit al Moldovei, Pimen Georgescu, a înființat la Goești o școală de cateheți. Totodată, conform unui jurnal realizat de săteanul Costache Zamfir, acest preot poseda și o întreagă bibliotecă de muzică religioasă slavă, greacă și română.

## Personalități ale satului
- Mihai Costăchescu (1884 - 1953) - istoric, folclorist; a întocmit o schiță istorică a satului.

- Costache Zamfir (1887 - 1971) - cronicar al satului; a întocmit un jurnal zilnic al satului; un articol al ziarului Flacăra Iașului din data de 18 iunie 1968 il numește „cronicar al satului Goești”.

## Transport
- DC91 - Drum de legătură între satele Lungani, Goești și Brăești.